# جشمة بهن غنجغان (سررود الجنوبي)
جشمة بهن غنجغان (بالفارسية: چشمه پهن گنجگان) هي قرية تقع في إيران في قسم سررود الجنوبي الريفي. يقدر عدد سكانها بـ 82 نسمة بحسب إحصاء 2016.